# Klassisk økonomi
Klassisk økonomi betragtes normalt som den første moderne tankeretning inden for økonomisk teori.  Blandt de førende klassiske økonomer regnes Adam Smith, David Ricardo, Thomas Malthus og John Stuart Mill. Også Karl Marx regnes ofte med blandt de klassiske økonomer.
Udgivelsen af Adam Smiths The Wealth of Nations i 1776 betragtes ofte som begyndelsen på klassisk økonomi. Selve betegnelsen ”klassisk økonomi” stammer fra Karl Marx, der bl.a. brugte den om Ricardo. De klassiske økonomer dominerede økonomisk tænkning indtil ca. 1870, hvor de blev afløst af de neoklassiske økonomer. Mange af de klassiske ideer anses stadig i dag for at være fundamentale inden for økonomi, mens andre ideer enten forsvandt fra neoklassikernes tankegang eller blev erstattet af keynesiansk tankegods via den neoklassiske syntese. Nogle klassiske ideer repræsenteres i dag af forskellige retninger af heterodoks økonomi, ikke mindst marxistisk og østrigsk økonomi.

## Hovedpunkter i den klassiske økonomi
De klassiske økonomer mente, at frie markeder regulerer sig selv, når de ikke antastes af offentlig intervention. Adam Smith anvendte billedet om ”Den usynlige hånd”, der vil bevæge markederne mod deres naturlige ligevægt uden noget behov for indgriben udefra.
I modsætning til den senere  keynesianske tankegang antog de klassiske økonomer, at priser og lønninger er fleksible og dermed reagerer med det samme på ændringer i udbud og efterspørgsel. En anden vigtig antagelse er ’’Say’s Lov’’, der siger, at udbuddet skaber sin egen efterspørgsel – dvs. den samlede produktion vil generere en indkomst, der er tilstrækkelig til at købe alt det output, der bliver produceret.  
De klassiske økonomer og deres umiddelbare efterfølgere fik den økonomiske tankegang til  at skifte retning væk fra en analyse af regentens (statens) personlige eller umiddelbare interesse hen imod tiltag, der er til fordel for den samlede samfundsøkonomi. At analysere væksten i nationernes velstand og anbefale en økonomisk politik, der fremmer denne velstand, var et vigtigt fokusområde for de klassiske økonomer. Således anbefaler de generelt frihandel som fordelagtig for hver enkelt nation.
Et andet vigtigt emne for klassikerne var værditeori: Hvad bestemmer egentlig værdien, og dermed prisen, på en vare? Dette emne fyldte en stor del af diskussionerne mellem de forskellige klassiske økonomer, men blev først løst tilfredsstillende af neoklassikerne via den ’’marginalistiske revolution’’: Prisen bestemmes af den marginale (dvs. ekstra) nyttestigning, en forbruger har af at forbruge en ekstra enhed af varen sammen med den ekstra (marginale) omkostning ved at fremstille en ekstra enhed af den. Prisen bestemmes altså af både udbud og efterspørgsel i en ligevægtssituation på markedet. Denne tænkemåde erstattede helt de klassiske økonomers forskellige værditeorier. Ironisk nok, når man tænker på de fleste klassiske økonomers hyldest til det fri marked, er det i dag først og fremmest marxistiske økonomer, der holder fast i en ”klassisk” værditeori.